# John Samuel Kenyon
John Samuel Kenyon (* 26. Juli 1874 in Medina, Ohio; † 6. September 1959) war ein US-amerikanischer Linguist. 
Kenyon promovierte 1898 am Hiram College im US-Bundesstaat Ohio und lehrte dort von 1916 bis 1944 als Professor für Englisch. 1944 trat er von seinem Posten zurück und blieb bis zu seinem Tod Professor im Ruhestand.
Zusammen mit Thomas A. Knott entwickelte er in dem Opus A Pronouncing Dictionary of American English (1944) (etwa: Wörterbuch für amerikanische Aussprache) das bekannte Kenyon and Knott system (KK) für die phonetische Darstellung des amerikanischen Englisch.
Kenyon hatte davor 1924 American Pronunciation (etwa: Amerikanische Aussprache) veröffentlicht und die Autoren der zweiten Ausgabe von Webster's New International Dictionary im Bereich der Aussprache beraten. Durch seine umfangreichen, pionierhaften Studien die amerikanischen Aussprache erlangte er den Beinamen "the dean of American phoneticians" (etwa: "Der Dekan der Amerikanischen Phonetik).
Kenyon war mit Myra Pow Kenyon verheiratet, die wie er 1898 am Hiram College promovierte.